# Galumna incerta
Galumna incerta är en kvalsterart som beskrevs av Pérez-Íñigo och Baggio 1991. Galumna incerta ingår i släktet Galumna och familjen Galumnidae. Inga underarter finns listade i Catalogue of Life.